# Héctor Acuña Peralta
Segundo Héctor Acuña Peralta (Tacabamba, 8 de abril de 1957) es un ingeniero civil, empresario y político peruano. Es congresista de la república por La Libertad para el periodo 2021-2026.

## Biografía
Nació en el Distrito de Tacabamba, ubicado en la provincia de Chota del departamento de Cajamarca, el 8 de abril de 1957. Es hijo de Héctor Acuña Cabrera y de Clementina Peralta Alvarado. Es hermano del político y líder del partido Alianza para el Progreso, César Acuña, así como de Virgilio Acuña, Humberto Acuña y Mary Acuña.
Cursó sus estudios primarios y secundarios en su localidad natal. Entre 1991 y 1995 cursó estudios superiores de ingeniería civil en la Universidad Nacional de Cajamarca. También cuenta con un bachiller en ingeniería civil en 1982 y un postgrado en la Universidad de Piura.
Laboró como gerente general en diversas empresas vinculadas al sector de ingeniería.

## Carrera política
Fue cofundador y miembro del partido Alianza para el Progreso liderado por su hermano, César Acuña. Dentro del partido, estuvo a cargo de la Dirección Nacional de Ética desde 2007 hasta 2014.
Acuña inició su carrera política cuando postuló como regidor de la ciudad de Trujillo en las elecciones regionales y municipales del año 2002, sin embargo, no resultó elegido. Luego postuló al Parlamento Andino en las elecciones del 2006 sin éxito.

### Congresista de la República
En las elecciones parlamentarias del 2021, Acuña postuló al Congreso de la República por la lista electoral de La Libertad y finalmente fue elegido como congresista de la república, obteniendo 19,729 votos, para el periodo parlamentario 2021-2026.
En el periodo 2021-2022, presidió la Comisión de Presupuesto y Cuenta General de la República, e integró la comisión de Ciencia, Tecnología e innovación, así como las comisiones especiales Chavimochic y Pro-Inversión.
Durante el periodo 2022-2023, asumió la presidencia de la Comisión de Cultura y Patrimonio Cultural, además de formar parte de las comisiones ordinarias de Vivienda y Transportes y Comunicaciones, y de las comisiones especiales Chavimochic y Pro-Inversión.
A lo largo del periodo 2023-2024, continuó por segundo año consecutivo en la presidencia de la Comisión de Cultura y Patrimonio Cultural, e integró las comisiones Agraria y de Transportes y Comunicaciones, y en la comisión especial Pro-Inversión.